# Стівен Прюїтт
Стіве́н Прю́їтт (нар. 17 квітня 1984 року) — американський редактор Вікіпедії з найбільшою кількістю правок в англійській Вікіпедії (понад 5 млн), який зробив хоча б одну редакцію в третині всіх статей англійської Вікіпедії. Він також створив понад 33 000 статей Вікіпедії. У 2017 році журнал Time назвав Прюїтта одним із 25 найважливіших впливових людей в Інтернеті. 
Прюїтт редагує під прізвиськом Ser Amantio di Nicolao, який є відсиланням до другорядного персонажа опери Джакомо Пуччіні "Джанні Скіккі" 1917 року. Він бореться з упередженістю у Вікіпедії, щоб сприяти включенню жінок через проєкт Women in Red.

## Рання біографія, освіта
Прюїтт народився 17 квітня 1984 року в Сан-Антоніо, штат Техас, єдина дитина Алли Прюїтт, російсько-єврейської іммігрантки, і Дональда Прюїтта з Річмонда, штат Вірджинія. Його мати мігрувала з Радянського Союзу в період ослаблення політики єврейської міграції за часів Леоніда Брежнєва, а батько працював професором коледжу у Вірджинії. Вони познайомилися, коли обидва працювали викладачами на катедрі російської мови Інституту оборони на базі ВПС Лекленд, неподалік Сан-Антоніо.
У дитинстві Пруїтт був завзятим читачем класичної літератури та таємничих історій Агати Крісті та Нгайо Марша.
Прюїтт закінчив школу Святого Стефана і Святої Агнеси в Олександрії, штат Вірджинія, у 2002 році. Він навчався в Коледжі Вільяма та Марії, де співав у складі хору. Закінчив коледж у 2006 році зі ступенем з історії мистецтв.

## Кар'єра
У 2017 році Пруїт був підрядником Прикордонно-митної служби США, де працював із записами та інформацією і вважав за краще працювати на папері. У 2020 році він став менеджером із записів в Оборонному агентстві охорони здоров'я. Станом на 2021 рік він працює в Chenega IT Enterprise Services, підрядником Оборонного агентства охорони здоров'я.

## Редагування Вікіпедії
Пруїт почав редагувати Вікіпедію в червні 2004 року. Його перша стаття була про Пітера Франциско, португальського героя американської революційної війни, відомому як "Геркулес Вірджинії". Його улюблена стаття — Церква Вірджинії Похік. Він створив свій поточний обліковий запис у січні 2006 року, бувши випускником Коледжу Вільяма та Мері. До створення поточного облікового запису він редагував під кількома обліковими записами, пароль яких постійно забував. Бувши безробітним під час економічного спаду, Прюїтт годинами займався редагуванням, що іноді заважало йому проходити співбесіди, коли потенційні інтерв'юери плутали сайт з WikiLeaks Джуліана Ассанжа. До лютого 2019 року Джастін вніс понад три мільйони правок до Вікіпедії, більше, ніж будь-який інший редактор англійської Вікіпедії, а до лютого 2021 року він вніс понад чотири мільйони правок. Він перевершив редактора Джастіна Кнаппа за кількістю правок в 2015, того ж року, коли він став адміністратором. Прюїтт також створив понад 33 000 статей Вікіпедії, що є сьомим за величиною показником серед усіх редакторів Вікіпедії. Згідно з журналом Northern Virginia Magazine, "Прюїт буквально натиснув кнопку "редагування" 4,4 мільйона разів. Один із засобів, який він використав для досягнення своїх разючих цифр, було програмне забезпечення, що дозволяє користувачеві одночасно вносити безліч однакових правок. Наприклад, він може виділити курсивом кожну згадку про журнал "Північна Вірджинія" у всій Вікіпедії, де вона зараз надрукована звичайним шрифтом.
Як учасник Вікіпроєкту "Жінки в червоному", його виправлення у Вікіпедії включали створення статей про більш ніж 600 жінок, щоб протистояти гендерному розриву на сайті. Попри на те, що більшість його роботи виконується наодинці, він також є учасником Вікіпроєкту "Вірджинія". Прюїтт ідентифікує себе інклюзіоністом та «вікігномом», який щодня проводить від трьох до чотирьох годин за редагуванням, а у вихідні й того більше. Найдовший час Прюїтт обходився без редагування Вікіпедії протягом двох-трьох тижнів. 13 січня 2021 року він зробив мільярдне виправлення у Вікіпедії на сторінці "Дихання смерти", хоча було також зазначено, що кілька сотень тисяч ранніх правок були втрачені після оновлення програмного забезпечення.
Свою любов до знань Прюїтт приписує розповіді матері про те, як вона зростала в Радянському Союзі.

## Особисте життя
Інтереси Пруїтта, пов'язані з Вікіпедією, включають хор Капітолійського пагорба, у якому раніше співав. Він є затятим шанувальником опери, що почалося з прищеплення йому батьками в ранньому віці, і ця пристрасть послужила натхненням для його імені користувача Вікіпедії "Ser Amantio di Nicolao" - на честь другорядного персонажа опери Пуччіні "Джанні Скіккі" 1918 року. Прюїтт також є шанувальником класичної музики. Станом на 2018 рік він не одружений і живе зі своїми батьками, через те, що він про них піклується і через високу вартість житла у Вашингтоні.